# Miloš Beznoska
Miloš Beznoska (6. července 1959 Praha – 7. ledna 2021) byl český fotbalista, obránce.

## Fotbalová kariéra
V československé lize odehrál 190 utkání a vstřelil 21 gólů. Hrál za Spartu Praha (1977–1985), Sigmu Olomouc (1986–1989) a Bohemians (1989–1990). Svou kariéru končil v kyperském Enosis Neon Paralimni. Se Spartou získal dvakrát titul mistra ligy (1984, 1985) a jednou vyhrál československý pohár (1984). V evropských pohárech startoval celkem 11x a vstřelil zde 1 branku (do sítě FC Watford), která Spartě výrazně pomohla k postupu do čtvrtfinále poháru UEFA v sezóně 1983/84. Během základní vojenské služby byl hráčem VTJ Tábor.

## Ligová bilance
| Ročník                                   | Zápasy | Góly | Minuty | Klub                  |
| ---------------------------------------- | ------ | ---- | ------ | --------------------- |
| 1. československá fotbalová liga 1976/77 | 7      | 0    | 578    | Sparta Praha          |
| 1. československá fotbalová liga 1977/78 | 12     | 2    | 760    | Sparta Praha          |
| 1. československá fotbalová liga 1978/79 | 8      | 0    | 493    | Sparta Praha          |
| 1. československá fotbalová liga 1979/80 | 4      | 0    | 161    | Sparta Praha          |
| Česká národní fotbalová liga 1979/80     | –      | –    | –      | VTJ Tábor             |
| Česká národní fotbalová liga 1980/81     | –      | –    | –      | VTJ Tábor             |
| Česká národní fotbalová liga 1981/82     | 25     | 2    | –      | VTJ Tábor             |
| 1. československá fotbalová liga 1982/83 | 18     | 1    | 1 342  | Sparta Praha          |
| 1. československá fotbalová liga 1983/84 | 11     | 2    | 487    | Sparta Praha          |
| 1. československá fotbalová liga 1984/85 | 17     | 2    | 1 121  | Sparta Praha          |
| 1. československá fotbalová liga 1985/86 | 1      | 0    | 77     | Sparta Praha          |
| 1. československá fotbalová liga 1985/86 | 7      | 1    | 585    | Sigma Olomouc         |
| 1. československá fotbalová liga 1986/87 | 28     | 5    | 2 444  | Sigma Olomouc         |
| 1. československá fotbalová liga 1987/88 | 23     | 2    | 1 943  | Sigma Olomouc         |
| 1. československá fotbalová liga 1988/89 | 25     | 1    | 2 068  | Sigma Olomouc         |
| 1. československá fotbalová liga 1989/90 | 29     | 5    | 2 535  | Bohemians Praha       |
| Kyperská liga 1990/91                    | 14     | 0    | –      | Enosis Neon Paralimni |
| CELKEM I. ČS. LIGA                       | 190    | 21   | 14 594 |                       |